# Ланента (Мазовецьке воєводство)
Ланента (пол. Łanięta) — село в Польщі, у гміні Кшиновлоґа-Мала Пшасниського повіту Мазовецького воєводства.
Населення — 121 особа (2011).
У 1975-1998 роках село належало до Остроленцького воєводства.

## Демографія
Демографічна структура станом на 31 березня 2011 року:
|          | Загалом | Допрацездатний вік | Працездатний вік | Постпрацездатний вік |
| -------- | ------- | ------------------ | ---------------- | -------------------- |
| Чоловіки | 69      | 18                 | 43               | 8                    |
| Жінки    | 52      | 11                 | 27               | 14                   |
| Разом    | 121     | 29                 | 70               | 22                   |